# 永野茂門
永野茂門（1922年6月28日—2010年1月4日）是日本的陸軍軍人、自衛隊官員、政治人物、陸上幕僚長、參議院議員、法務大臣（在任11天因為爭議言論而辭職）。

## 經歷
出生於大分縣，1941年7月於陸軍士官學校畢業（第55期），最高軍階是陸軍上尉。
1986年，代表自由民主黨參加第14屆日本參議院議員通常選舉而當選參議員，並擔任第二屆海部內閣的科學技術廳政務次官。
1992年，第16屆日本參議院議員通常選舉而再次當選參議員。1993年脫離自由民主黨而加入新生黨。1994年4月，時任首相細川護熙突然辭職，新生黨黨魁羽田孜接任首相一職，羽田內閣任命為法務大臣，但是任職期間接受《每日新聞》採訪時，表示「事件發生後我立即前往南京。我相信南京大屠殺是捏造的。」此外，4月28日，他在共同通訊社上表示「慰安婦當時是有執照的妓女，從今天的角度來看，不能說這是對婦女的不尊重或對韓國人的歧視。」此兩次公開言論引起爭議，在上任僅11天後就辭去了法務大臣職務，實際上是被解職。
2010年1月4日，因肺炎在神奈川縣川崎市川崎區一家醫院去世，享年87歳。